# Christian Alsted
Christian Alsted (født 18. november 1961 i Horsens) er biskop i Metodistkirken for Norden og Baltikum.
Alsted er født i Horsens i 1961 og blev student fra Horsens Gymnasium i 1980. Han er uddannet teolog på metodistkirkens nordiske teologiske seminarium i Gøteborg (Sverige) i 1984 og har en Doctor of Ministry-grad fra Asbury Theological Seminary, Kentucky (USA) fra 2002.
Han var præst i metodistkirken i Esbjerg og Varde fra 1984 til 1989, og fra 1989 til 2009 var han præst i Jerusalemskirken i København. Alsted blev valgt til biskop for metodistkirken i Danmark, Sverige, Norge, Finland, Estland, Letland og Litauen i februar 2009 og startede som biskop 1. maj samme år. Han blev valgt for en periode på otte år og genvalgt i oktober 2016.
Bispekontoret er i København ved siden af Jerusalemskirken. Alsted har som biskop for syv lande omkring 180 rejsedage om året. Der er omkring 24.000 metodister i stiftet, heraf omkring halvdelen i Norge.
Alsted har haft en række tillidsposter i metodistkirken, blandt andet formand for Metodistkirkens Historiske Selskab og Landsarkiv, for Copenhagen Gospel Festival og for Metodistkirkens Salmebogskommission. Internationalt har han været formand for verdensrådet for koordinering af United Methodist Churchs forskellige virksomheder og for European Methodist Council, som er en paraplyorganisation for tolv metodistkirker i Europa.
Christian Alsted har skrevet Worship Change to Reach Non-Christians in the Traditional Danish Evangelical Free Church. Han var ansvarshavende redaktør for Salmer & Sange for Metodistkirken i Danmark (Salmebog 2006) og er medforfatter til flere bøger om kirkelige emner.
Christian Alsted er gift med Elisabeth Flinck, og de har tre voksne børn og svigerbørn og børnebørn.